# Catedrala Sfintei Inimi din Suva
Catedrala Inimă Sacră sau, simplu Catedrala din Suva, este principala clădire ecleziastică a Bisericii Romano-Catolice din Fiji, și este situată pe strada Pratt din Suva, capitala Fijiului.
Catedrala Suva a fost construită în 1902 cu gresie adusă din cariere din apropiere de Sydney, Australia. Arhitectura sa este inspirată de bisericile din Roma, Italia. Clădirea este acoperită cu ornamente și vitralii și are o criptă la subsol.
Catedrala servește ca sediu al Arhiepiscopiei Mitropolitane din Suva, care a fost creată în 1966 de papa Paul al VI-lea prin bula „Prophetarum voice”. Nu trebuie confundat cu Biserica Sfintei Inimi din Levuka, care face parte din patrimoniul Unesco.